# 袋井市総合健康センター
袋井市総合健康センター（ふくろいしそうごうけんこうせんたー）は、袋井市の旧袋井市民病院施設の利活用とするため「袋井市・医療・介護構想」として、2015年5月10日に開設された医療機関。
医療分野の運営は公設民営方式を基本として指定管理者制度を活用する。

## 医療分野機能
医療分野機能として6つのセンターを設置してある。
1. 健康指導センター
2. 健康支援センター
3. 外来・健診センター
4. 療養病床・回復期リハビリ病床・一般病床（医療分野）
5. 在宅療養支援センター
6. 休日夜間急患センター